# Office of Future Plans
Office of Future Plans — це музичний проєкт, який у 2009 році започаткував Джеймс Роббінс (J. Robbins), колишній басист гурту Government Issue та фронтмен/гітарист гуртів Jawbox, Burning Airlines, Channels.
Іншими учасниками проєкту є гітарист/віолончеліст Гордон Візерс (Gordon Withers), басист Брукс Харлан (Brooks Harlan), барабанщик Даррен Зентек (Darren Zentek) (раніше учасник гуртів Kerosene 454,  Channels).
Office of Future Plans підписав контракт з Dischord Records і 12 листопада 2011 року випустив свій єдиний альбом Office of Future Plans.
У жовтні 2016 року в інтерв'ю Ben Braunstein, Джеймс Роббінс розповів, що гурт розпався: «Office of Future Plans розпався.
Спочатку він був створений для презентації та запису деяких пісень, над якими я працював сам, але коли Даррен, Брукс і Гордон долучилися, я подумав, що це має бути гурт, а не мій сольний проєкт — але я працював більше як колектив, здавалося, ніколи не отримував стільки творчого імпульсу. У нас було кілька чудових джемів, але нічого, що об'єдналося в справжні пісні. По суті, я потрапив у пастку такого мислення, що якщо це „гурт“, то це мають бути всі за одного і один за всіх, тоді як це інакше, якщо я випускаю музику під своїм іменем.»

## Дискографія
- Office of Future Plans (2011)